# 1840年の相撲
1840年の相撲（1840ねんのすもう）は、1840年の相撲関係のできごとについて述べる。

## 興行
- 2月場所（江戸相撲）[1]
  - 興行場所:本所回向院
  - 3月25日（旧2月22日）より晴天10日間興行
- 6月場所（大坂相撲）[2]
  - 興行場所:難波新地
- 7月場所（京都相撲）[2]
  - 興行場所:四条河原
  - 8月13日（旧7月16日）より晴天10日間興行
- 10月場所（江戸相撲）[3]
  - 興行場所:本所回向院
  - 11月17日（旧10月24日）より晴天10日間興行